# Mali Pesak
Mali Pesak (en serbe cyrillique : Мали Песак ; en hongrois : Kishomok) est un village de Serbie situé dans la province autonome de Voïvodine. Il fait partie de la municipalité de Kanjiža dans le district du Banat septentrional. Au recensement de 2011, il comptait 94 habitants.
Mali Pesak est également connu sous le nom de Nesir (en hongrois : Neszür).

## Démographie

### Évolution historique de la population
| 1948 | 1953 | 1961 | 1971 | 1981 | 1991 | 2002 | 2011 |
| ---- | ---- | ---- | ---- | ---- | ---- | ---- | ---- |
| 390  | 382  | 269  | 294  | 165  | 150  | 115  | 94   |

|  |